# Młodsza Europa
Młodsza Europa – pojęcie określające ludy i państwa, które weszły w krąg cywilizacji chrześcijańskiej około roku 1000. Były odbiorcami i realizatorami wielkich idei wspólnoty kultury europejskiej, lecz zarazem jej zróżnicowania. Były to Czechy, Węgry, Polska, Dania, Norwegia, Szwecja, Chorwacja.
Państwa te nie powstawały w sposób jednolity. Niekiedy jedno plemię zdominowało pozostałe, niekiedy plemiona łączyły się w związki, a władza znalazła się w rękach książąt. Rychło przyjęli oni chrzest z Rzymu, który stał się drogą przeniesienia wzorców łacińskiej kultury zachodniej.
Do młodszej Europy zalicza się też Bułgarię, Ruś Kijowską, Serbię, które przyjęły chrzest z Bizancjum wraz z wzorcami jego kultury.
Pojęcie „Młodszej Europy” wprowadził do historiografii polskiej Jerzy Kłoczowski.